# Paul Sauer (Archivar)
Paul Sauer (* 22. Juli 1931 in Wolfsölden; † 17. Juli 2010 in Stuttgart) war ein deutscher Historiker und Archivar.

## Leben
Aufgewachsen in Wolfsölden, promovierte er 1956 an der Albert-Ludwigs-Universität Freiburg mit einer Arbeit über die Württembergische Armee in der Zeit von 1815 bis 1871. Danach war er am Staatsarchiv Sigmaringen, am Generallandesarchiv Karlsruhe und über 25 Jahre am Hauptstaatsarchiv Stuttgart tätig. Von 1986 bis zum Eintritt in den Ruhestand 1996 leitete er das Stadtarchiv Stuttgart.
Paul Sauer verfasste zahlreiche Bücher zur baden-württembergischen Landesgeschichte und galt als einer ihrer großen Kenner. Während seiner Tätigkeit beim Hauptstaatsarchiv leitete er eine Arbeitsgruppe, die die Schicksale jüdischer Badener und Württemberger in der Zeit des Nationalsozialismus aufklären sollte. Die Ergebnisse veröffentlichte er in einer sechsbändigen Dokumentation.
Paul Sauer lebte zuletzt in Tamm.

## Ehrungen
- Schillerpreis der Stadt Marbach am Neckar (1977), für sein  Buch Württemberg in der Zeit des Nationalsozialismus
- Bundesverdienstkreuz am Bande (1980)
- Otto-Hirsch-Medaille (2000)
- Ehrenplakette der Stadt Stuttgart (2002)
- Ehrenbürger von Affalterbach
- Ehrenbürger von Tamm

## Schriften
- Das württembergische Heer in der Zeit des Deutschen Bundes. Dissertation an der Universität Freiburg im Breisgau, 1956.
- Das württembergische Heer in der Zeit des Deutschen und des Norddeutschen Bundes. W. Kohlhammer, Stuttgart 1958.
- Die jüdischen Gemeinden in Württemberg und Hohenzollern – Denkmale, Geschichte, Schicksale. W. Kohlhammer, Stuttgart 1966.
- Dokumente über die Verfolgung der jüdischen Bürger in Baden-Württemberg durch das nationalsozialistische Regime 1933–1945. 2 Bände. W. Kohlhammer, Stuttgart 1966. (Band 2: über die Wagner-Bürckel-Aktion)
- Die Schicksale der jüdischen Bürger Baden-Württembergs während der nationalsozialistischen Verfolgungszeit: 1933–1945. W. Kohlhammer, Stuttgart 1969.
- mit Max Miller: Die württembergische Geschichte von der Reichsgründung bis heute. W. Kohlhammer, Stuttgart 1971.
- Beilharz-Chronik: die Geschichte eines Schwarzwälder Bauern- und Handwerkergeschlechts vom 15. Jahrhundert bis heute in Deutschland, Palästina und Australien. Süddeutsche Verlagsgesellschaft, Ulm 1975, ISBN 3-920921-98-4.
- Württemberg in der Zeit des Nationalsozialismus. Süddeutsche Verlagsgesellschaft, Ulm 1975, ISBN 3-920921-99-2.
- Revolution und Volksbewaffnung: die württembergischen Bürgerwehren im 19. Jahrhundert, vor allem während der Revolution von 1848/49. Süddeutsche Verlagsgesellschaft, Ulm 1976, ISBN 3-920921-97-6.
- Die Entstehung des Bundeslandes Baden-Württemberg. Süddeutsche Verlagsgesellschaft, Ulm 1977, ISBN 3-920921-96-8.
- Fünfundzwanzig Jahre Baden-Württemberg, Rückblick auf die Entstehung des Bundeslandes. Katalog zur Ausstellung des Landtags von Baden-Württemberg, Stuttgart 1977.
- Demokratischer Neubeginn in Not und Elend. Das Land Württemberg-Baden von 1945 bis 1952. Vaas Verlag, Ulm 1978, ISBN 3-88360-003-2.
- Tamm: Geschichte einer Gemeinde. Vaas Verlag, Ulm 1980.
- mit Christel Köhle-Hezinger und Siegfried Schiele: Baden-Württemberg, Bundesland mit parlamentarischen Traditionen. Katalog zur Ausstellung des Landtags von Baden-Württemberg aus Anlass des 30-jährigen Bestehens des Landes, Stuttgart 1982.
- Marbach am Neckar im Jahre 1933. Schillerverein, Marbach am Neckar 1983.
- Im Namen des Königs: Strafgesetzgebung und Strafvollzug im Königreich Württemberg von 1806–1871. Konrad Theiss Verlag, Stuttgart 1984, ISBN 3-8062-0377-6.
- Der schwäbische Zar. Friedrich – Württembergs erster König. Deutsche Verlags-Anstalt, Stuttgart 1984, ISBN 3-421-06179-3.
- Im Dienste des Fürstenhauses und des Landes Württemberg. Die Lebenserinnerungen der Freiherren Friedrich und Eugen von Maucler: 1735–1816. W. Kohlhammer, Stuttgart 1985, ISBN 3-17-009216-2.
- Uns rief das Heilige Land. Die Tempelgesellschaft im Wandel der Zeit. Theiss, Stuttgart 1985, ISBN 3-8062-0448-9.
- Für Recht und Menschenwürde. Ein Lebensbild von Otto Hirsch 1885–1941. Bleicher, Stuttgart 1985, ISBN 3-88350-013-5.
- Napoleons Adler über Württemberg, Baden und Hohenzollern: Südwestdeutschland in der Rheinbundzeit. W. Kohlhammer, Stuttgart 1987, ISBN 3-17-009595-1.
- Das Werden einer Großstadt. Stuttgart zwischen Reichsgründung und Erstem Weltkrieg. Silberburg-Verlag, Stuttgart 1988, ISBN 3-925344-32-2.
- In stürmischer Zeit: Lebensbild des Menschen und Politikers Reinhold Maier (1889–1971). Klett-Cotta, Stuttgart 1989, ISBN 3-608-91577-X.
- mit Eduard Theiner, Heinz Pfizenmayer und Karl-Henning Seemann: Remsecker Lebensbilder: Benedikt Elsas aus Aldingen – Alexandrine von Beroldingen aus Hochberg – Friedrich Jakob Philipp Heim aus Hochdorf – Balthasar Sprenger aus Neckargröningen – Wilhelm Rösch aus Neckarrems. Gemeinde Remseck am Neckar, Remseck 1991.
- Kleine Geschichte Stuttgarts. Von der Reichsgründung bis heute. Verlag W. Kohlhammer, Stuttgart 1991, ISBN 3-17-011761-0.
- mit Hans-Martin Maurer, Werner Fleischhauer, Volker Himmelein und Ulrich Klein: Geschichte Württembergs in Bildern 1083–1918. W. Kohlhammer, Stuttgart 1992, ISBN 3-17-010960-X.
- Geschichte der Stadt Stuttgart / Band 2: Von der Einführung der Reformation bis zum Ende des 17. Jahrhunderts. W. Kohlhammer, Stuttgart 1993.
- Württembergs letzter König. Das Leben Wilhelms II. Deutsche Verlags-Anstalt, Stuttgart 1994, ISBN 3-421-06702-3.
- Geschichte der Stadt Stuttgart / Band 3: Vom Beginn des 18. Jahrhunderts bis zum Abschluss des Verfassungsvertrags für das Königreich Württemberg 1819. W. Kohlhammer, Stuttgart 1995.
- Kriegsende, Besatzungsherrschaft, demokratischer Neubeginn. Stuttgart und Südwestdeutschland in den Jahren 1945 bis 1947. Stadtarchiv Stuttgart, Stuttgart 1995.
- Wider das Vergessen: Aufsätze und Erinnerungen aus sechs Jahrzehnten / Joseph Walk. Bleicher, Gerlingen 1996, ISBN 3-88350-614-1.
- Hundert Jahre Kriegsbergturm: Stuttgart und sein Verschönerungsverein. Verschönerungsverein der Stadt Stuttgart, Stuttgart 1996.
- Die Demokratisierung des kommunalen Lebens nach 1945 in Stuttgart. Stadtarchiv Stuttgart, Stuttgart 1996.
- Reformer auf dem Königsthron. Wilhelm I. von Württemberg. Deutsche Verlags-Anstalt, Stuttgart 1997, ISBN 3-421-05084-8.
- Quellen zur Entstehung der Verfassung von Württemberg-Baden / Teil 2. Juli bis September 1946. W. Kohlhammer, Stuttgart 1997.
- Gottlieb Rau und die revolutionäre Erhebung in Württemberg im September 1848. Verlag des Schwäbischen Albvereins, Stuttgart 1998, ISBN 3-920801-44-X.
- Wilhelm Murr. Hitlers Statthalter in Württemberg. Silberburg-Verlag, Tübingen 1998, ISBN 3-87407-282-7.
- Regent mit mildem Zepter. König Karl von Württemberg. Deutsche Verlags-Anstalt, Stuttgart 1999, ISBN 3-421-05181-X.
- Arnulf Klett. Ein Leben für Stuttgart. Bleicher Verlag, Gerlingen 2001, ISBN 3-88350-668-0.
- Quellen zur Entstehung der Verfassung von Württemberg-Baden / Teil 3. September bis Oktober 1946. W. Kohlhammer, Stuttgart 2001.
- Vom Land um den Asperg im Namen Gottes nach Palästina und Australien. Die wechselvolle Geschichte der Tempelgesellschaft. Tempelgesellschaft in Deutschland, [Stuttgart 2001 (?)]
- Jüdisches Leben im Wandel der Zeit: 170 Jahre Israelitische Religionsgemeinschaft, 50 Jahre neue Synagoge in Stuttgart. Bleicher, Gerlingen 2002, ISBN 3-88350-338-X.
- Jahrhundertelanger Tradition verpflichtet: Stadtgarde zu Pferd Stuttgart 1652–2002. Stadtgarde zu Pferd, Stuttgart 2002, ISBN 3-923107-14-5.
- Herzog Friedrich I. von Württemberg 1557–1608, Reformer und Autokrat. Deutsche Verlags-Anstalt, München 2003, ISBN 3-421-05791-5.
- Erinnerungen an Stuttgart in den zwanziger Jahren. Flechsig-Buchvertrieb, Würzburg 2004, ISBN 3-88189-359-8.
- Der Hohenasperg: Fürstensitz – Höhenburg – Bollwerk der Landesverteidigung. DRW-Verlag, Leinfelden-Echterdingen 2004, ISBN 3-87181-009-6.
- Wenn Liebe meinem Herzen fehlt, fehlt mir die ganze Welt: Herzogin Wera von Württemberg, Großfürstin von Russland, 1854–1912. Markstein-Verlag, Filderstadt 2004, ISBN 3-935129-18-1.
- Ein kaiserlicher General auf dem württembergischen Herzogsthron. Herzog Carl Alexander von Württemberg 1684–1737. Markstein Verlag, Filderstadt 2006, ISBN 3-935129-25-4.
- Wolfsölden. Jugend in einem schwäbischen Bauerndorf. Silberburg-Verlag, Tübingen 2. Aufl. 2008, ISBN 978-3-87407-738-5. (Autobiographie der Jahre 1931 bis 1951).
- Musen, Machtspiel und Mätressen: Eberhard Ludwig – württembergischer Herzog und Gründer Ludwigsburgs. Silberburg-Verlag, Tübingen 2008, ISBN 978-3-87407-798-9.
- Wilhelmine von Grävenitz, die schwäbische Pompadour (= Freudentaler Blätter, Nr. 5). Pädagogisch-Kulturelles Centrum Ehemalige Synagoge Freudental, Freudental 2009, ISBN 978-3-9809962-4-2.
- Württemberg im Kaiserreich. Bürgerliches Freiheitsstreben und monarchischer Obrigkeitsstaat, Silberburg-Verlag, Tübingen 2011, ISBN 978-3-8425-1104-0.